# Detective Chimp
Detective Chimp, alias Bobo T Chimpanzee, è un personaggio dei fumetti DC Comics. È uno scimpanzé con indosso un deerstalker (un cappellino da cacciatore alla Sherlock Holmes) con un'intelligenza di livello umano, e la capacità di risolvere i crimini, spesso in compagnia del Bureau of Amplified Animals, un gruppo di animali intelligenti che include anche Rex il Cane Meraviglia. Fu creato durante la Golden Age del fumetto.
Dopo la sua iniziale apparizione in Adventures of Rex the Wonder Dog, Chimp continuò a comparire in questa serie come personaggio di supporto fino al 1959, in cui scomparve del tutto. Decenni dopo la sua scomparsa, Detective Chimp comparve in numerosi camei, a cominciare dalla storia "Whatever Happened to Rex the Wonder Dog" del 1981 (DC Comics Presents n. 35) e successivamente in un breve cameo con Sam Simeon a Gorilla City durante la Crisi sulle Terre infinite del 1985. Dopo queste comparse, Bobo cominciò a comparire nei fumetti della DC con una certa regolarità, comparendo in alcuni numeri di Green Lantern, Flash e altri fumetti. Questi portarono inevitabilmente al ruolo prominente nella miniserie del 2005 Il giorno della vendetta, e successivamente come spin-off regolare di Shadowpact, fino all'ultimo numero di questa, n. 25. Il personaggio compare ancora come personaggio ospite nei fumetti della DC.

## Biografia del personaggio
Quando venne presentato per la prima volta, il Detective Chimp fosse uno scimpanzé semplicemente addestrato, anche se intelligente, che faceva da mascotte per lo sceriffo locale, dopo averlo aiutato a risolvere il caso dell'assassinio di un ammaestratore di scimpanzé, Fred Thorpe. Non sapeva parlare, ma capiva gli umani e faceva sì che questi lo comprendessero.
Le origini di Chimp furono rinnovate e rielaborate numerose volte fin dalle sue comparse nella Silver Age. Secret Origins vol. 2 n. 40 del 1989 accreditò l'esperimento di una microscopica razza aliena con l'intelligenza di Bobo. Queste origini furono poi connesse retroattivamente, più che altro nella miniserie in sei parti Il giorno della vendetta. Nell'ultimo numero si scopre che Chimp fu catturato in Africa nel 1953 da Fred Thorpe, che cercò di addestrarlo per il suo spettacolo di carnevale: "Bobo l'Investigatore Scimpanzé". Per lo spettacolo, il Detective Chimp fu addestrato a rispondere ad alcune domande da investigatore utilizzando una serie di segnali e ricompense, dando l'illusione di poter "scoprire i più oscuri segreti del pubblico". Bobo formò uno stretto legame con Thorpe poiché questi si prendeva cura di lui dandogli una vita più semplice di quella che avrebbe dovuto vivere nella giungla. Il successo dello spettacolo durò fino al viaggio in Florida, in cui Rex, il Cane Meraviglia, lo portò alla Fonte della giovinezza, dove ricevette la capacità di parlare a tutte le creature viventi, anche agli umani, nella loro lingua, e l'immortalità.
L'intelligenza acquisita da Bobo mise un freno al successo degli spettacoli, e una volta fu in grado di accusare una donna dell'assassinio della sorella, cosa poi vera, e ne condivise il segreto con la polizia locale.
Per qualche tempo dopo questo accadimento, Bobo fu assunto dal Bureau of Amplified Animal. Non è chiaro se fu lui ad andarsene o se il Bureau esista ancora.
Dopo la morte di Fred Thorpe, cominciò a lavorare in proprio. Inizialmente gli andò bene, in quanto uno scimpanzé detective era una novità. Durante questo periodo di successo fu visitato da un altro detective, John Jones (Martian Manhunter), che pensò che il modo di agire di Bobo era più efficace del suo.
Tuttavia, come scimmia, senza diritti civili e incapace di esistere come persona giuridica, non riusciva a far rispettare le fatture non pagate. Quando il pubblico cominciò a dimenticarlo, divenne un alcolista. In Day of Vengeance n. 5, si scoprì che non lasciò mai l'Oblivion Bar da quando Jim Rook ne divenne il proprietario; né lo lasciò durante i periodi dei due proprietari precedenti.
Bobo, un fumatore, è membro del Mensa, ed è membro di lunga data della Croatoan Society al fianco di altri quattro detective. Uno degli altri quattro membri della Society era il detective/supereroe Ralph Dibny, Elongated Man.

### Shadowpact
Quando lo Spettro tentò di distruggere tutta la magia e cominciò ad annientare tutti gli stregoni, il Detective Chimp, mentre era ancora massicciamente ubriaco, costrinse un gruppo di personaggi mistici dell'Oblivion Bar a mettersi insieme per combattere lo Spettro. Questo portò alla formazione del gruppo degli Shadowpact.
Anche sprovvisto di super poteri, il Detective Chimp non solo dimostrò delle abilissime abilità da detective, ma anche il genio di un fine stratega. Beneficiando del consiglio dello Straniero Fantasma (al momento tramutato in un topo), ideò un piano per utilizzare i poteri di Black Alice e Nightshade per confrontarli contro la minaccia di Eclipso e dello Spettro.
In Day of Vengeance: Infinite Crisis Special, Bobo aiutò a ripulire il danno demoniaco creato quando la Roccia dell'Eternità esplose su Gotham City. Catturò il peccato dell'"Ozio", che da tempo si era impossessato del suo amico di vecchia data Rex. Dopo che la Roccia dell'Eternità venne riformata, i peccati re-imprigionati e tutta l'influenza magica ripulita da Gotham, il morente Dottor Fate diede al Detective Chimp il suo potentissimo elmo. Dopo aver scoperto che non gli calzava, Chimp convinse Capitan Marvel a scagliarlo lontano dalla Terra, e lasciare che il destino scegliesse il portatore successivo.
Bobo rimase con gli Shadowpact da allora, e combatté al loro fianco in numerose avventure.
Nella storia auto conclusiva "Helmet of Fate: Detective Chimp", l'elmo di Fate ritornò sulla Terra, e colpì Bobo alla nuca. Per un breve periodo, Chimp indossò il magico elmo, che gli fornì dei poteri che lui utilizzò per aiutare la polizia di Gotham City al fine catturare il criminale Trickster. Dopo aver lottato contro la tentazione dell'elmo, Bobo lo lasciò ad un'altra avventura.
Recentemente, si notò che Chimp aiutò Batman in alcuni casi, attraverso una chat room in cui i due si scambiavano teorie. Si sa che anche l'Enigmista parlò con loro, ma che era ignaro delle identità degli altri due partecipanti alla conversazione.

## Poteri e abilità
Il Detective Chimp possiede delle abilità fisiche usuali, a parte l'alto livello di agilità e di forza fisica che derivano dall'essere uno scimpanzé con la conoscenza, i movimenti e i mezzi di un essere umano. È in grado di conversare con gli animali, nonostante le origini, nella loro lingua, incluso parlare e scrivere nelle lingue umane. È anche uno degli investigatori più abili al mondo, le cui abilità investigative rivaleggiavano con quelle di Ralph Dibny. Il quoziente intellettivo di Bobo è stimato essere più alto rispetto a quello del 98% della popolazione umana, come evidenziato dalla sua adesione al Mensa. Per un breve periodo, il Detective Chimp ha posseduto anche dei poteri di espansione dei sensi che gli derivano dall'utilizzo dell'Elmo di Dottor Fate.
Dato che i muscoli di uno scimpanzé sono più densi di quelli di un essere umano, Chimp non è in grado di nuotare.

## Vero nome
Secondo il Detective Chimp in Day of Vengeance n. 4, "Bobo" non è il suo vero nome, che lui non condivide. Fu rivelato dalla storia dello Straniero Fantasma in Shadowpact n. 7 che il suo vero nome era «più che altro un impronunciabile trio di grugniti e stridii», che si traduce con «Magnifico Scopritore di Larve Succulente».

## Altre versioni
- In Tangent: Superman's Reign, la versione di Terra-9 di Detective Chimp è il nome virtuale di un hacker che si chiama Guy Gardner.
- In DC One Million, la versione lontana nel futuro di Detective Chimp è uno dei tre eroi della Galassia Gorilla, e indossa un costume simile a quello di Batman.

## Altri media

### Film
Il Detective Chimp comparve anche nel film d'animazione crossover Scooby-Doo! e Batman - Il caso irrisolto.

### Televisione
Il Detective Chimp comparve nella puntata Golden Age of Justice! della serie animata Batman: The Brave and the Bold. Nell'episodio, Batman e la scimmia tentarono di scoprire chi rubò il Teschio Dorato. Il ladro si rivelò essere False-Face. Dopo la sconfitta di False-Face, Detective Chimp sorprese la gente a guardarlo poiché scoprirono che parlava dopo che lo sentirono rivolgersi a Batman dicendo: «Non essere accondiscendete, vecchio amico». Ricomparve poi in Gorillas Out of Midst!, dove aiutò Batman a fermare Gorilla Grodd quando rimpiazzò gli umani con i gorilla. Durante l'avventura espresse un interesse romantico verso la supereroina Vixen, nonostante appartengano a specie diverse.

### Fumetti
Detective Chimp comparve in Justice League Unlimited n. 39, lavorando al fianco di Batman ed Elongated Man. Nella continuità dell'Universo Animato DC, Detective Chimp fu descritto come cittadino di Gorilla City, ma in realtà non comparve fino alla fine della storia, in quanto fu impersonato da Gorilla Grodd per la maggior parte del numero.